# Funisia dorothea
La funisia (Funisia dorothea) è un organismo estinto simile a un verme, vissuto nel Proterozoico superiore (Ediacarano, circa 550 milioni di anni fa). I suoi resti sono stati ritrovati in Australia meridionale e fanno parte della cosiddetta fauna di Ediacara.

## Descrizione
Questo organismo era di aspetto simile a un verme, ma probabilmente viveva ancorato sul fondo del mare. Alto circa trenta centimetri, possedeva un corpo multisegmentato, sottile e allungato. Numerosi individui sono stati rinvenuti allo stato fossile l'uno accanto all'altro, a suggerire che in vita Funisia era un organismo gregario.

## Significato dei fossili
Si ritiene che Funisia si riproducesse sessualmente, a causa del fatto che i fossili di questo animale sono stati ritrovati in gruppi di 5 / 15 esemplari, e mostrano un tipo di propagazione osservabile in animali dalla riproduzione sessuale. Anche se l'evoluzione del sesso negli organismi ha avuto luogo prima dell'origine degli animali e delle piante (vi sono prove di riproduzione sessuale in alghe rosse risalenti a 1.200 milioni di anni fa, note come Bangiomorpha pubescens), Funisia rappresenta uno dei più antichi metazoi a possedere questa caratteristica.

## Classificazione
Le parentele di Funisia non sono chiare; il tipo di riproduzione e l'organizzazione corporea fanno supporre che questo organismo fosse un animale a tutti gli effetti, forse imparentato con i poriferi (spugne) o gli cnidari (meduse e coralli). Funisia è stato descritto per la prima volta nel 2008.